# Cid Loures Ribas
Cid Loures Ribas (Guarapuava, 11 de abril de 1911) é um advogado e político brasileiro.
Filho de Serafim Ribas e Maria Loures Ribas.
Bacharel em direito pela Universidade Federal do Paraná (1935).
Foi deputado à Assembleia Legislativa de Santa Catarina na 1ª legislatura (1947 — 1951).